# Tolów
Tolów – wieś w Polsce położona w województwie łódzkim, w powiecie łęczyckim, w gminie Świnice Warckie.
W latach 1975–1998 miejscowość administracyjnie należała do województwa konińskiego.